# Humberto Baigorria
Humberto Antonio Baigorria (San Miguel de Tucumán, Tucumán, 8 de diciembre de 1950) es un exfutbolista que se desempeñaba como defensor.

## Trayectoria

### Tucumán Central
Baigorria debutó en Tucuman Central, en el año 1968. En el equipo de Villa Alem jugó hasta 1971.

### Altos Hornos Zapla
El pacha se mudó a Jujuy, ya que debía realizar el servicio militar obligatorio y ya instalado en Jujuy, se sumó a Altos Hornos Zapla. Baigorria fue parte del equipo que se coronó tricampeón de la Liga Jujeña, desde 1972 hasta el año 1974. También debutó con el merengue en el Campeonato Nacional y terminó a un punto de clasificar a la fase final del torneo.

### Atlético Tucumán
Su nivel demostrado en el equipo palpaleño llevó a ser transferido a Atlético Tucumán junto a otros compañeros. En 1976 disputó el Campeonato Nacional y en 1977 se coronó campeón de la Liga Tucumana.

### San Lorenzo
En 1978 llegó a San Lorenzo, también junto a compañeros del decano. En el cuervo disputó solamente una temporada.

### Chaco For Ever
En 1979 viajó a Chaco, para sumarse a Chaco For Ever, club con el que disputó el Campeonato Nacional.

### Estudiantes de La Plata
Volvió a Buenos Aires en 1980, para jugar en Estudiantes de La Plata. En el león tuvo un paso efímero, de tan solo un año.

### Quilmes
En 1981 llegó a Quilmes. En el cervecero jugó hasta 1982.

### Independiente Rivadavia
En 1982 se mudó a Mendoza, para sumarse a Independiente Rivadavia. En la lepra mendocina jugó el Campeonato Nacional 1982, terminando segundo en su grupo, igualando en puntos con el primero y avanzando a la fase final, donde cayó ante el futuro campeón, en una serie muy pareja que se definió por un gol.

### Sarmiento
A mitad de año, tras su gran nivel en el Nacional, llegó a Junín para jugar el Metropolitano con Sarmiento.

### Estudiantes de Buenos Aires
En 1983 jugó en Estudiantes de Buenos Aires.

### Gimnasia de Jujuy
Regresó a Jujuy a mitad de año para jugar en Gimnasia de Jujuy. En el equipo de San Salvador de Jujuy, jugó hasta 1985.

### Oriente Petrolero
En 1985 llegó a Bolivia, para tener su primera experiencia en el exterior, al jugar en Oriente Petrolero. Sin embargo, por problemas personales, Baigorria volvió a Argentina y le puso fin a su carrera como futbolista.

## Clubes
| Club                    | País      |
| ----------------------- | --------- |
| Tucuman Central         | Argentina |
| Altos Hornos Zapla      | Argentina |
| Atlético Tucumán        | Argentina |
| San Lorenzo             | Argentina |
| Chaco For Ever          | Argentina |
| Estudiantes de La Plata | Argentina |
| Quilmes                 | Argentina |
| Independiente Rivadavia | Argentina |
| Sarmiento               | Argentina |
| Estudiantes (BA)        | Argentina |
| Gimnasia de Jujuy       | Argentina |
| Oriente Petrolero       | Bolivia   |

## Palmarés
| Título        | Equipo             | País      | Año  |
| ------------- | ------------------ | --------- | ---- |
| Liga Jujeña   | Altos Hornos Zapla | Argentina | 1972 |
| Liga Jujeña   | Altos Hornos Zapla | Argentina | 1973 |
| Liga Jujeña   | Altos Hornos Zapla | Argentina | 1974 |
| Liga Tucumana | Atlético Tucumán   | Argentina | 1977 |